# Médaille de l'armée polonaise
 (décembre 2016).
Si vous disposez d'ouvrages ou d'articles de référence ou si vous connaissez des sites web de qualité traitant du thème abordé ici, merci de compléter l'article en donnant les références utiles à sa vérifiabilité et en les liant à la section « Notes et références ».
En pratique : Quelles sources sont attendues ? Comment ajouter mes sources ?
La médaille de l'armée polonaise (Medal Wojska Polskiego) a été créé par la Pologne le 3 septembre 1999 pour reconnaître les services rendus à l'armée polonaise par les civils et militaires étrangers. La médaille est délivrée sous trois grades (or, argent et bronze) par le ministère de la Défense nationale polonais (en). La plupart des prix sont décernés à des membres des forces armées alliées, mais la médaille est aussi donnée à des civils qui contribuent à la promotion de l'histoire et des traditions de l'armée polonaise à l'extérieur de la Pologne

## Apparence
La médaille est dorée, en argent ou en bronze, selon le grade, et fait 36 millimètres de diamètre. Sur l'avers, il y a une croix pattée en émail rouge avec des bases de bras concaves. Entre les branches de la croix figurent des rayons stylisés. Sous la croix, il y a une couronne de laurier. Pour tous les grades, un aigle d'argent surmonte la croix. Sur le revers est inscrit sur deux lignes WOJSKO POLSKIE, signifiant « Armée polonaise » en polonais.
La médaille est suspendue à un ruban de 38 millimètres de large. Les couleurs qui composent le ruban sont des bandes brun clair avec des bords bleus, séparées par des rayures jaunes. Au centre, il y a une bande à moitié blanche et à moitié rouge, représentant le drapeau de la Pologne.
Sur la barrette, une barre verticales dorée est posée au centre pour la médaille d'or. Elle est en argent pour la médaille d'argent et la barrette de la médaille de bronze ne possède pas cet ornement.
| Barrette de la médaille selon les grades | Barrette de la médaille selon les grades | Barrette de la médaille selon les grades |
| ---------------------------------------- | ---------------------------------------- | ---------------------------------------- |
| médaille d'or                            | médaille d'argent                        | médaille de bronze                       |

## Récipiendaires notables
- General John R. Allen[4]
- General George W. Casey, Jr.[5]
- Major General William L. Enyart[6],[7]
- General Carter Ham[8]
- Lieutenant General Mark Hertling[9]
- General James Mattis[10]
- General David Petraeus[11]
- LTC Fidel Ruiz[11]